# Фантомас против Фантомаса
«Фантомас против Фантомаса» (фр. Fantômas contre Fantômas) — французский художественный немой фильм Луи Фейада. Это четвёртая картина в серии из 5 фильмов про Фантомаса, снятых в 1913—1914 годах Луи Фейадом. Снят по роману Пьера Сувестра и Марселя Аллена «Полицейский-апаш» (фр. Le policier apache). Полное название картины — «Фантомас против Фантомаса или полицейский-апаш» (фр. Fantômas contre Fantômas ou Le policier apache). Драма в четырёх частях и сорока картинах.
В 1949 году на экраны вышел одноимённый ремейк Робера Верне.

## Сюжет
В фильме Фантомас предстает в трёх обликах: папаши Моша, американского детектива Тома Боба и человека в чёрной маске.
Первая часть: «Фантомас и общественное мнение». В прессе появилась статья о том, что если полицейский не способен поймать преступника, то полицейский и преступник — одно и то же лицо. В результате комиссар Жюв, который и ловил преступника Фантомаса был арестован. Журналист Фандор через свою сеть информаторов узнал о намерении полиции арестовать также и его в качестве сообщника Жюва-Фантомаса, после чего сбегает, чтоб выследить настоящего преступника.
Вторая часть: «Кровоточащая стена». Процентщик папаша Мош стал свидетелем того как его сосед Поле со своей подругой убили разъездного кассира, чтоб завладеть его деньгами. Однако папаша Мош выкрал у кассира деньги. Он сдал квартиру в аренду девушке. В Париж с целью помочь в поимке Фантомаса прибывает американский сыщик Том Боб. И когда в арендованной квартире почти была возведена перегородка, мастер внезапно обнаружил в стене труп исчезнувшего кассира. Была вызвана полиция. Мастером оказался Том Боб, напавший на след настоящего Фантомаса.
Третья часть: «Фантомас против Фантомаса». В своём новом браке леди Белтам стала великой герцогиней Александрой. К ней и пришёл Том Боб, в котором она узнала Фантомаса. Фантомас предложил ей организовать общественную подписку для поимки преступника. Для этого был организован бал-маскарад, на котором было три человека переодетых в Фантомаса. В результате один из них, на деле полицейский агент, был убит. Второй, который и был настоящим Фантомасом, с раненой рукой покинул бал. Третий Фантомас, оказавшийся переодетым журналистом Фандором, известил собравшихся, среди которых были полицейские, об убийстве первого Фантомаса. Полиция в тюрьме осмотрела Жюва и обнаружила на его руке ранение. Выяснилось, что это надзиратель Нибе (сообщник Фантомаса) намеренно усыпил Жюва в камере наркотиком и ранил его, чтоб подставить и выдать за Фантомаса. Нибе арестован. Жюва собираются освободить.
Четвёртая часть: «Оплата счетов». Фандор выследил банду апашей и увидел во главе них папашу Моша. Папаша Мош объявил бандитам, что так называемый Фантомас скоро выйдет из тюрьмы и заплатит им за последнее дело. Когда бандиты ушли Фандор заметил, как папаша Мош вытащил из драги спрятанные драгоценности и унёс в заброшенный дом. Там Мош, сам того не осознавая, запер Фандора. Между тем, бандиты явились во Дворец Правосудия под видом каменщиков, чтоб освободить и похитить Жюва, которого они приняли за Фантомаса. Похитив его они принесли полицейского в мешке в заброшенный дом и потребовали с него свою долю с последнего дела. Там же был и Фандор. Он подсказал Жюву где спрятаны драгоценности. В это время Том Боб-Фантомас навёл туда полицию и после пришёл к великой герцогине Александре, чтоб забрать собранные деньги, но его на выходе захватили Жюв и Фандор, которые поняли что Том Боб — это Фантомас.

## Художественные особенности
«…ему (Фейаду) присуще поэтическое восприятие реальной жизни и природы, а ещё больше — поэзии парижских улиц, которые так много дали искусству Бальзака. Эти крыши, по которым убегает бандит, овеяны глубоким лиризмом… Серые стены, ставни, мостовые, фиакры, тяжелые ломовики, старомодные такси…» (Жорж Садуль)
«…В „Фантомасе“ Фейад ведет рассказ четко и уверенно. В нём действие стремительно, а синтаксис очень прост; никаких повторений, никаких длиннот. Его почерк напоминает руку Вольтера — это настоящий французский стиль…» (Жорж Садуль)
В 1913—1914 годы Фейад выпустил пять серий фильма:
- 1913 — «Фантомас» / Fantômas
- 1913 — «Жюв против Фантомаса» / Juve Contre Fantômas
- 1913 — «Мертвец-убийца» / Le Mort Qui Tue
- 1914 — «Фантомас против Фантомаса» / Fantômas contre Fantômas
- 1914 — «Подставной судья» / Le Faux Magistrat

## В ролях
- Рене Наварр — Фантомас / ростовщик папаша Мош / детектив Том Боб
- Эдмон Бреон — комиссар Жюв
- Георгис Мелхиор — журналист Жером Фандор
- Рене Карл — леди Белтам
- Жан Фабер — принцесса Данидофф
- Надьер — тюремный охранник Нибет
- Иветт Андрейор — Жозефина
- Лоран Морлеа — апаш Поле, убийца разъездного кассира
- Мори — Авар, начальник службы безопасности
- Луиза Лагранж — клиент папаши Моше
- Джейн Фабер — принцесса Данидофф

## Съёмочная группа
- Режиссёр — Луи Фейад
- Сценарий — Луи Фейад, Пьер Сувестр и Марсель Аллен
- Изображение и редактирование — Г. Герин
- Декорирование — Р. Жюль Гарнье